# Ablepharus chernovi
Espèce
Synonymes
- Ablepharus kitaibelii chernovi Darevsky, 1953

Statut de conservation UICN

 LC  : Préoccupation mineure
Ablepharus chernovi est une espèce de sauriens de la famille des Scincidae.

## Répartition
Cette espèce se rencontre en Turquie, en Syrie et en Arménie.

## Liste des sous-espèces
Selon The Reptile Database (25 juin 2012) :
- Ablepharus chernovi chernovi Darevsky, 1953
- Ablepharus chernovi eiselti Schmidtler, 1997
- Ablepharus chernovi isauriensis Schmidtler, 1997
- Ablepharus chernovi ressli Schmidtler, 1997

## Taxinomie
Cette espèce fut un temps considérée comme une sous-espèce de Ablepharus kitaibelii et a été élevée au rang d'espèce par Schmidtler, 1997.

## Étymologie
Cette espèce est nommée en l'honneur de Sergius Aleksandrovich Chernov.

## Publications originales
- Darevsky, 1953 : Ablepharus chernovi spec. nov. Reptilia, Sauria in Armenian Republic. Bulletin de la Société des Naturalistes Moscou, vol. 58, no 2, p. 39-41.
- Schmidtler, 1997 : Die Ablepharus kitaibelii - Gruppe in Südanatolien und benachbarten Gebieten (Squamata: Sauria: Scincidae). Herpetozoa, vol. 10, no 1/2, p. 35-62 (texte intégral).